# 太平寺 (鎌倉市)
太平寺（たいへいじ）は相模国鎌倉郡西御門村（現神奈川県鎌倉市西御門）に存在した臨済宗の尼寺。
鎌倉尼五山の筆頭として高い寺格を有したが、1556年（弘治元年）に発生した里見義弘による鎌倉攻撃の影響を受けて廃寺となった。（大永鎌倉合戦の影響とする説もある）

## 歴史
開山は相模の豪族の娘で千葉氏に嫁いだのち出家した妙法尼で、1282年～1284年（弘安5～7年）頃に大休正念を導師として仏殿の供養がされた。また、異説として開山を池禅尼の姪とする説もある。『新編相模国風土記稿』も開山を不詳としながら、源頼朝が池禅尼の姪の要望を聞き入れ建立したという説を併記している。
後年清渓尼（足利基氏の正妻）が再興し、以降代々鎌倉公方家の信仰を集めた。『新編相模国風土記稿』によると足利持氏の娘昌泰道安、足利成氏の娘昌全義天、足利義明の娘青岳尼などが住職を務めた
1556年（弘治元年）、安房の里見義弘が鎌倉を攻めた際、太平寺も攻撃を受け、青岳尼と本尊の木造聖観音菩薩立像が奪われた。青岳尼は後に還俗し里見義弘の正室となった。
この後、太平寺は廃寺となる。青岳尼が安房へ移った事を北条氏康が「不快なるお企て」と批判的にかいた文書が残っている事から、青岳尼については奪われたのではなく、義弘と恋仲で自ら出奔したとの説もある。
本尊の観音像については後に東慶寺の要山尼が里見家との交渉の末、取り返しており、以降は同寺が所持している。
跡地には江戸時代になり高松寺が建てられたが、こちらも関東大震災により全壊し、宮城県へ移転。以降は宅地となっている。
来迎寺門前に1921年(大正10年）三月に鎌倉町青年会が建てた「太平寺跡」を示す石碑が現存している。本石碑では里見義弘の鎌倉攻めを天文年間（1532年～1555年）としている。

## 遺物
太平寺の遺物として現存するものとしては、本尊の木造聖観音立像の他、本尊を安置していた仏殿が残る。
仏殿は太平寺廃寺後に円覚寺の塔頭、正続院の舎利殿として移築され、後年国宝に指定された。
※詳細については円覚寺#伽藍を参照のこと

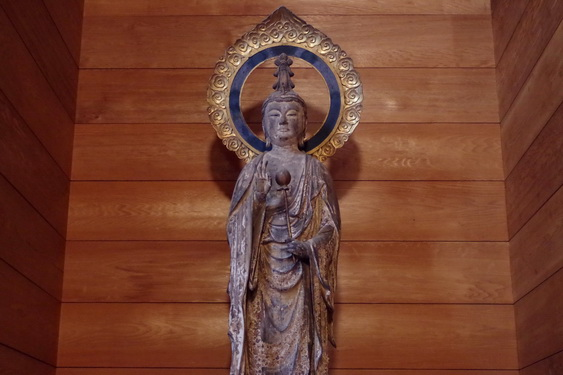
木造聖観音立像（東慶寺所有）
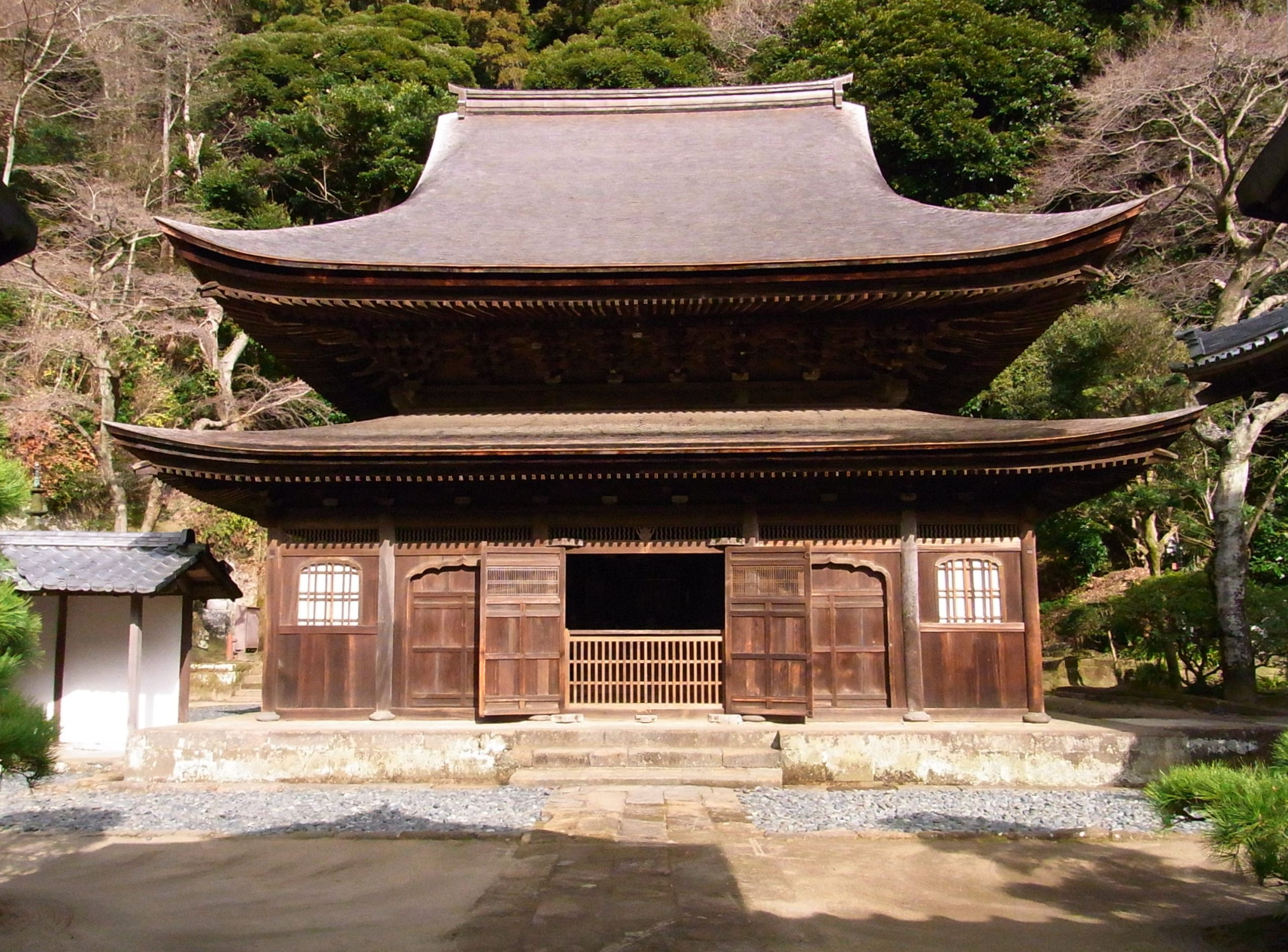
仏殿(現円覚寺舎利殿）